# Atrapamiento del nervio cubital

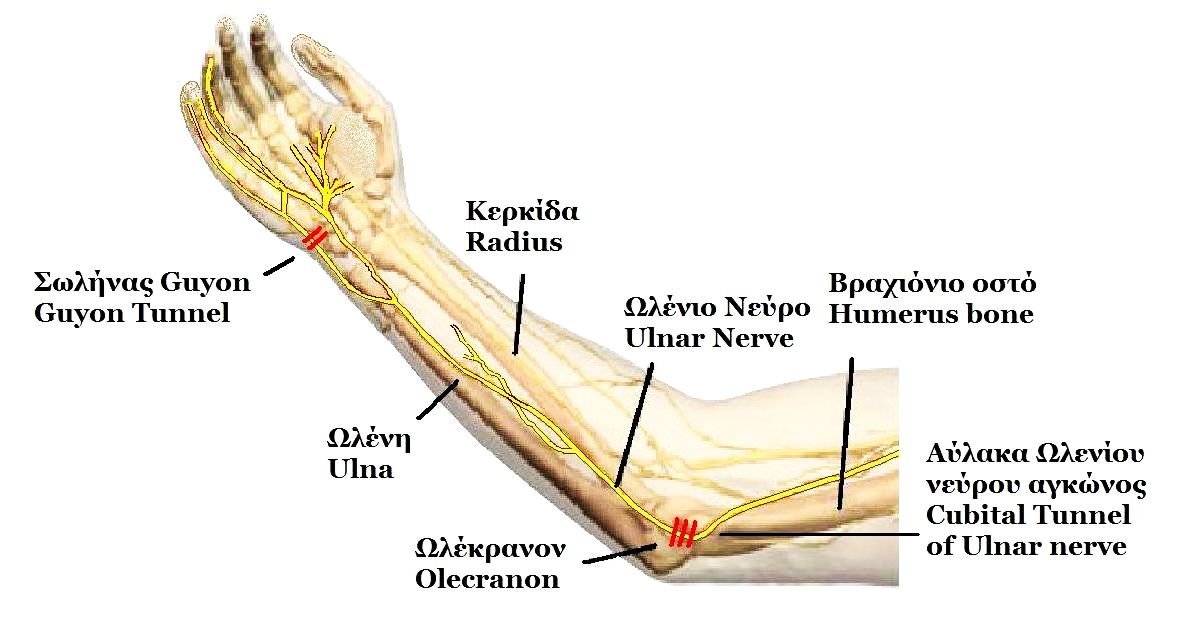
Trayectoria del nervio cubital.

Atrapamiento del nervio cubital es una condición donde el nervio ulnar es presionado o atrapado, debido a modificaciones anatómicas o fisiológicas en algún punto a lo largo de su trayecto.

## Síntomas
Los síntomas del atrampamiento del nervio ulnar dependen de donde esté siendo presionado. Si la presión es en el codo, conocido como síndrome del túnel cubital, causa entumecimiento en el dedo meñique (también conocido como dedo chiquito), en el dedo anular a la mitad de su largor cerca del dedo meñique y en la palma posterior de la mano por encima del mismo dedo. Inicialmente el entumecimiento es transitorio y por lo general ocurre por la noche o en la mañana. Con el tiempo el entumecimiento es constante y debilita la mano. La “garra ulnar”, posición donde el dedo meñique y anular se enroscan, se produce al final de la enfermedad y es señal de que el nervio está gravemente afectado.

## Causas
El nervio ulnar pasa por muchos túneles y puntos de salida en los cuales puede ser que sea entrampado, presionado o pinchado. Algunas de las causas pueden ser:
- Problemas en el cuello (síndrome de salida torácica).
- Anormalidades del plexo braquial.
- Anormalidades en el canal cubital del codo.[2]
- Anormalidades en la muñeca (síndrome del canal de Guyon).
- Infecciones, tumores, diabetes, hipotiroidismo, reumatismo y alcoholismo.

## Estudios clínicos
Desde lo general a lo particular pueden ser los siguientes:
- Exámenes de sangre.
- Estudios imagenológicos cono la resonancia magnética.
- Pruebas de conducción nerviosa.
- Estudios de función muscular electromiografía (EMG).

## Tratamiento
Tratamiento de la neuropatía cubital del codo
- Descompresión simple o transposición del nervio (transposición submuscular o subcutánea).
- Epicondilectomía medial o transposición anterior.
- Transposición subcutánea anterior o transposición submuscular anterior.
- Cirugía mínimamente invasiva o cirugía a cielo abierto.

Tratamiento de la neuropatía cubital de la muñeca
- Tratamiento conservador centrado en la utilización de férulas.
- Descompresión mediante cirugía.